# Anbausystem (Obstbau)
Als Anbausystem bezeichnet man die äußerlich sichtbaren Merkmale einer Obstpflanzung im Intensivobstbau. Zu ihnen gehören das Pflanzsystem, die Pflanzweise und die Baumform.

## Pflanzsystem
Das Pflanzsystem ergibt sich aus der Bepflanzungsdichte und der Anordnung der Pflanzstellen zueinander.

Einreihige Spindelpflanzung (Schlanke Spindel)
Doppelreihige Spindelpflanzung
Dreifachreihe (Nordholland-System)
Dichtpflanzung mit Schnurbäumen

Aufgrund von steigenden Grund und Boden-Preisen, schwachwüchsigen Unterlagen, frühzeitigem Ertragsbeginn sowie hoher Fruchtbarkeit von Dichtpflanzungen stieg die Bepflanzungsdichte in Bäumen pro Hektar immer weiter an. Mehrreihensysteme versuchen eine noch bessere Flächenausnutzung durch geringeren Fahrgassenanteil zu erreichen. Aufgrund von der schwierigeren Erreichbarkeit der innenliegenden Baumseiten bei Mehrfachreihen, was beim Pflanzenschutz, beim Schneiden und der Ernte nachteilig ist, herrscht heute noch immer das Einzelreihensystem vor.

## Pflanzweise
Die Pflanzweise kann gerade, schräg in der Reihe (Drapeau-System) oder schräg zu den Reihen (Schrägpflanzung, V-System) sein.
Beim Drapeau-System werden die Bäume schräg gepflanzt. Sie treiben auf der Oberseite der Stammverlängerung, die mit Drähten befestigt werden, neu aus, sodass eine „Fruchtwand“ entsteht.
Beim V-System wurden die Bäume im Abstand von etwa 50 cm gepflanzt und anschließend jeweils abwechselnd nach links oder rechts außen gelegt. Bei ihm gibt es Vielzahl von Systemen, darunter das australische Tatura-System, das südfranzösische V-System, das Mikado-System sowie das Güttinger-V-System.
Beim Güttinger-V-System können bei einer Pflanzweite von 3,50 × 0,60 m 4.761 Bäume pro Hektar gepflanzt werden.

## Baumform
Die Baumform bzw. Kronenform kann zwar durch das Pflanzmaterial – insbesondere die Unterlage – teilweise vorgegeben sein. Sie ergibt sich aber im Wesentlichen erst durch die Kronenerziehung. Neben der klassischen Pyramidenkrone, die kaum noch verwendet wird, gibt es noch die Hohlkrone, die Palmettenkrone und die im Marktobstbau vorherrschende Spindel.
Der in extrem dichten Pflanzungen verwendete Schnurbaum wird auch Superspindel genannt.